# Schimanski: Sünde
Sünde ist ein Fernsehfilm aus der Kriminalreihe Schimanski der ARD.
Der Film wurde von Colonia Media produziert und am 26. Juni 2005 zum ersten Mal gesendet. Er ist die 13. Folge der Schimanski-Reihe mit Götz George.

## Handlung
Der aus dem Gefängnis entflohene Gaubner wird in einem belgischen Wald von Gernot Heugel, einem Professor, der sich aus dem Leben zurückgezogen hat, entdeckt und in seiner Hütte einquartiert. Nicht weit davon entfernt möchte Schimanski mit Marie-Claire zelten und seine Pensionsnachzahlung von 40.000 Euro feiern. Doch diese triste Feier gefällt Marie-Claire überhaupt nicht und sie verlässt beleidigt per Anhalter den Wald. Schimanski folgt ihr mit seinem Wagen, gerät aber durch eine Unachtsamkeit in den Straßengraben und wird ohnmächtig. Gaubner findet ihn und schleppt Schimanski in Heugels Hütte. Selbst Schimanskis Wagen hebt er aus dem Graben, doch für Danksagungen hat der verschwiegene Gaubner kein Ohr. 
Nachdem Schimanski eine Überfallszene von Jugendlichen auf Gaubner miterlebt, die dieser mit einem Kruzifix abwehrt, erkundigt er sich telefonisch bei Hänschen über einen Ausbruch, in dem ein solcher Gegenstand auch eine Rolle spielte. Als Hänschen Schimanski nicht erreichen kann, da Heugel die Verbindung gekappt hat, um Gaubner zu schützen, umstellen
wenig später belgische Polizisten mit Hänschen im Gefolge die Hütte von Gaubner. Schimanski entschärft die Situation, indem er mit Gaubner redet und ihn davon abhält, Selbstmord zu begehen. Gaubners Wunsch ist es, seinen Sohn zu sehen, der bei den strenggläubigen
Großeltern lebt. Schimanski verhilft Gaubner zur Flucht und verspricht ihm, seinen Sohn zu finden. 
Beim Anwesen der Gaubners wird Schimanski von Gaubner Senior nicht willkommen geheißen und mit den religiösen Ansichten der Familie konfrontiert. Um mehr über Gaubners Mord an seiner Frau herauszubekommen, wendet er sich an die Zeitung. Der dortige Journalist Trimborn ist überraschend neugierig sowie hilfsbereit und erzählt ihm von den Affären der Frau Gaubner. Der Staatsanwalt Krossenberg ist dagegen darauf bedacht, Schimanski von der Familie Gaubner fernzuhalten. Durch Trimborn erhält er ein pikantes Foto mit Gaubners Frau und Krossenberg. Im Altenheim erfährt er von der alten Pensionsbesitzerin, in deren Pension der Mord geschah, dass einer der Liebhaber von Frau Gaubner Asthma hatte. Schimanski nutzt die Chance, Gaubners Sohn David nach der Schule am Friedhof abzufangen und mitzunehmen. Diese Aktion wird aber von der Polizei als Entführung gewertet, und es beginnt eine rasante Fahndung auf die beiden, die bis in Hungers Wohnung führt. 
Dort muss er feststellen, dass sich Marie-Claire mit Hunger eingelassen hat. Schwer getroffen muss er zur Not Hungers Wagen nehmen, um der Polizei abermals zu entkommen. Als an einer Raststätte eine weitere Verhaftung droht, hilft ihnen der plötzlich aufgetauchte Trimborn aus der Patsche. Doch der ist nur an einer Story interessiert, sodass Schimanski sich
entscheidet, mit David das Treffen mit Gaubner zu Fuß zu erreichen. In einer Dorfkirche kommt es wiederum zu einem Zusammentreffen mit Trimborn und David. Als Schimanski ihn abholen
will, verletzt David Trimborn und flüchtet mit dem Motorrad, das Schimanski gerade für seine Uhr eingetauscht hat. Gaubner kann sich aufgrund der Polizeipräsenz am Treffpunkt mit Schimanski nicht treffen und kehrt in Heugels Hütte zurück. 
Schimanski, der durch David einiges über die Mordnacht erfahren hat, konfrontiert Krossenberg mit dem Foto. Das plötzliche Verschwinden Trimborns und dessen vorheriger Asthmaanfall bringen Schimanski zum Schluss, dass dieser auch ein Liebhaber von Frau Gaubner war. Schnell eilt er mit seinem Wagen, den ihm Marie-Claire gebracht hat, zu Heugels Hütte und berichtet
Gaubner, dass sein Sohn ihm abhandengekommen ist. Glücklicherweise meldet sich David per Handy bei Schimanski, dass er sich gerade Zutritt zur Pension verschafft hat. Sie ahnen
aber nicht, dass Trimborn sie bereits dort erwartet. Als Schimanski und Gaubner dort eintreffen, offenbart sich Trimborn und gesteht, wie es wirklich zum Tod der Mutter kam. Gaubner habe immer geglaubt, sein Sohn hätte alkoholisiert seine Mutter ermordet und ist dafür ins Gefängnis gegangen. Trimborn hatte sie jedoch getötet, nachdem sie vom Sohn entdeckt wurden und sie ihm erklärte, dass ihr Verhältnis keine Zukunft habe.
Nach alledem kann Schimanski Marie-Claire doch dazu überreden, in ihrem automatischen Zelt im belgischen Wald romantisch zu zelten.